# Tanzaniella howelli
Tanzaniella howelli är en mångfotingart som beskrevs av Hoffman 1977. Tanzaniella howelli ingår i släktet Tanzaniella och familjen Chelodesmidae. Inga underarter finns listade i Catalogue of Life.